# Герберт Роббінс
Герберт Елліс Роббінс (англ. Herbert Ellis Robbins; 12 січня 1915, Ньюкасл, Пенсільванія, США — 12 лютого 2001, Принстон, Нью-Джерсі, США) — американський математик і статистик.
Його ім'ям названі лема Роббінса, алгебра Роббінса, теорема Роббінса та інші терміни. У співавторстві з Ріхардом Курантом написав книгу «Що таке математика?». Був членом Національної академії наук та Американської академії мистецтв і наук. Також він колишній президент Інституту математичної статистики.

## Біографія
Народився в Ньюкаслі, Пенсільванія. Навчався в Гарвардському університеті, де під впливом Марстона Морса став цікавитися математикою. Здобув докторський ступінь у 1938 р. в Гарварді і був викладачем в Нью-Йоркському університеті у 1939—1941 роки. Після Другої світової війни з 1946 по 1952 роки викладав в університеті Північної Кароліни в Чапел-Гілл, потім один рік працював в інституті перспективних досліджень. З 1953 по 1985 роки — професор математичної статистики і теорії ймовірностей Колумбійського університету. З 1985 по 1997 роки — професор Ратґерського університету.
У 1955 році Роббінс представив емпіричні байєсівські методи на 3-му Берклєєвськім симпозіумі.
Термін «стохастична апроксимація» був введений американськими математиками Роббінсом і Монро, що запропонували в 1951 процедуру рекурентного знаходження кореня рівняння регресії.
Герберт Роббінс помер у 2001 році в Принстоні, Нью-Джерсі.

## Основні публікації

### Про книгу «Що таке математика?»
Книга стала класикою світової популярної математичної літератури. Вона була перекладена на десятки мов і здобула високу оцінку Альберта Ейнштейна. Книга «Що таке математика?» (повна назва — «What is Mathematics? An Elementary Approach to Ideas and Methods») — це підручник, який розкриває сенс математичних понять для необізнаного читача. Те, що в стандартних курсах викладається формальною строгою мовою, тут постає у вигляді ідей з докладними обговореннями їх правильного розуміння.
Тематика книги, написана Гербертом Роббінсом і його колегою Курантом, різноманітна: це і теорія чисел, і геометрія з топологією, і введення в математичний аналіз. У кожному розділі і параграфі є кілька вправ, що дають змогу читачеві самому спробувати свої сили в математиці й перевірити розуміння прочитаного. Така книга добре підходить як для людини, яка тільки цікавиться математичною наукою, так і для людини, яка для вивчає її по звичайних підручниках, додаючи до формального викладу міркування видатного вченого про природу математичних понять.

## Основні праці
- A theorem on graphs with an application to a problem on traffic control, American Mathematical Monthly, 46:281-283, 1939.
- The central limit theorem for dependent random variables, with Wassily Hoeffding, Duke Mathematical Journal' '15 '(1948), pp. 773–780.
- A stochastic approximation method, with Sutton Monro, Annals of Mathematical Statistics' '22 ', # 3 (September 1951), pp. 400–407.
- An empirical Bayes approach to statistics, in Proceedings of the Third Berkeley Symposium on Mathematical Statistics and Probability, Jerzy Neyman, ed., Vol. 1, Berkeley, California: University of California Press, 1956, pp. 157–163.

- What is Mathematics?: An elementary approach to ideas and methods, with Richard Courant, London: Oxford University Press, 1941 [Архівовано 5 березня 2016 у Wayback Machine.].
- Курант Р., Роббінс Г. Що таке математика?. — 3-є. — Москва : МЦНМО, 2001. — 568 с.(рос.)